# شاهین بهمن‌زادگان
شاهین بهمن‌زادگان  (پارسی میانه: شاهین وهمن زادگان) یکی از سرداران ساسانی در زمان هرمزد چهارم و خسرو پرویز بود. شاهین بهمن‌زادگان از طرف پدر از خاندان بزرگ سورن بود و از طرف مادر از خاندان بزرگ کارن.[۱]
ما در تاریخ ایران در زمان ساسانیان و در زمان جنگ خسرو پرویز با بیزانس به نام شاهین بهمن زادگان برمی‌خوریم. (سال ۶۰۲ میلادی) پس از شروع جنگ خسرو پرویز با روم، شاهین همراه نارسیس سردار رومی، توانستند تمامی قلعه‌های میانرودان از جمله شهر راهبردی دارا و آمد را تصرف کنند. پس از این پیروزی‌ها خسرو پرویز شاهین بهمن زادگان را به پایتخت فرا خواند و با ۳۸ هزار سوار و پیاده مأمور حمله به ارمنستان روم کرد.[۲]
شاهین پس از اینکه به ارمنستان روم رسید، در آنجا سپاه ارمنی را شکست داد و دو شهر ارمنی ساتالا و تئودوسیپولیس را به تصرف خود درآورد.[۳]
شاهین در تیرماه سال ۶۱۰ میلادی همراه ارتش ایران تمامی نواحی آباد و حاصلخیز گالاتی و سپس پافلاگونی را کمتر از ده ماه از چنگ بیزانسیان خارج کرد. پس از آن شاهین توانست در جنگی بزرگ آندره سردار رومی را در آسیای کوچک شکست دهد و آخرین ایالت آسیای کوچک یعنی شهر بی تی نی را به تصرف درآورد. به دنبال این پیروزی‌های درخشان شاهین توانست شهرهایی همچون ارزروم، قیصریه مازاکا و حتی کالسدون نزدیک‌ترین شهر به پایتخت بیزانس را به تصرف درآورد.[۴]
در هنگام فتح کالسدون بود که هراکلیوس با شاهین بهمن زادگان دیدار کرد و از اون درخواست صلح کرد، شاهین نیز درخواست هراکلیوس را به خسرو پرویز رساند، خسروپرویز از این عمل شاهین خشمگین شد و طی نامه ای او را سرزنش کرد که چرا جنگ را متوقف کرده‌است و چرا هنگام دیدار هراکلیوس او را دستگیر نکرده و به تیسفون نفرستاده‌ است؟![۵]
شهر کالسدون نیز در همان سال یعنی ۶۱۹ میلادی سقوط کرد و هدف بعدی شاهین شهر قسطنطنیه بود. شاهین با بای یان رهبر قبایل آوار متحد شد و به قسطنطنیه حمله بردند. ارتش ایران و متحدانش به دلیل نداشتن نیروی دریایی نتوانستند قسطنطنیه را به تصرف درآورند و حتی پای یک سرباز ایرانی هم بر روی حصار قسطنطنیه نرسید. به دلیل همین شکست قبایل آوار از ایرانیان جدا شدند. پس از جدا شدن آوارها که مردمی بسیار جنگ جو بودند، مدافعان رومی قسطنطنیه از شهر بیرون آمده و به فرماندهی تئودور برادر هراکلیوس توانستند در کنار دروازه‌های شهر قسطنطنیه سپاه ایران را در جنگی بسیار بزرگ شکست دهند و سپاه ایران ناچار به سوی شهر کالسدون عقب‌نشینی کرد و رومیان این بار سپاه ایران را در شهر کالسدون به محاصره درآوردند. در این هنگام بود که شاهین دچار بیماری شدیدی شد، پزشک سپاه به‌طور محرمانه به بزرگان سپاه ایران گفت که شاهین توسط سم مهلکی که فقط در دربار یافت می‌شود مسموم شده‌ است. (به عقیده برخی از مورخان خسرو پرویز دستور قتل وی را صادر کرده بود) شاهین پس از چند هفته درگذشت و فرماندهی سپاه ایران بر عهده رازاتس دیگر سردار ایرانی محول شد که آنان با تسلیم کردن شهر کالسدون توانستند در سال ۶۲۶ پس از میلاد مسیح باقی مانده سپاه ایران را به تیسفون برسانند.[۶]
پس از مرگ شاهین بهمن زادگان که ضایعه بزرگی برای ارتش ایران بود، ایرانیان در جنگ‌های بعدی نیز شکست خوردند و بیشتر سرزمین‌هایی که ایرانیان از روم گرفته بودند، دوباره به روم بازگشت و در زمان شیرویه نیز تمامی سرزمین‌های اشغالی به امپراتوری روم بازگردانده شد.[۷]